# Abdij van Sinnich

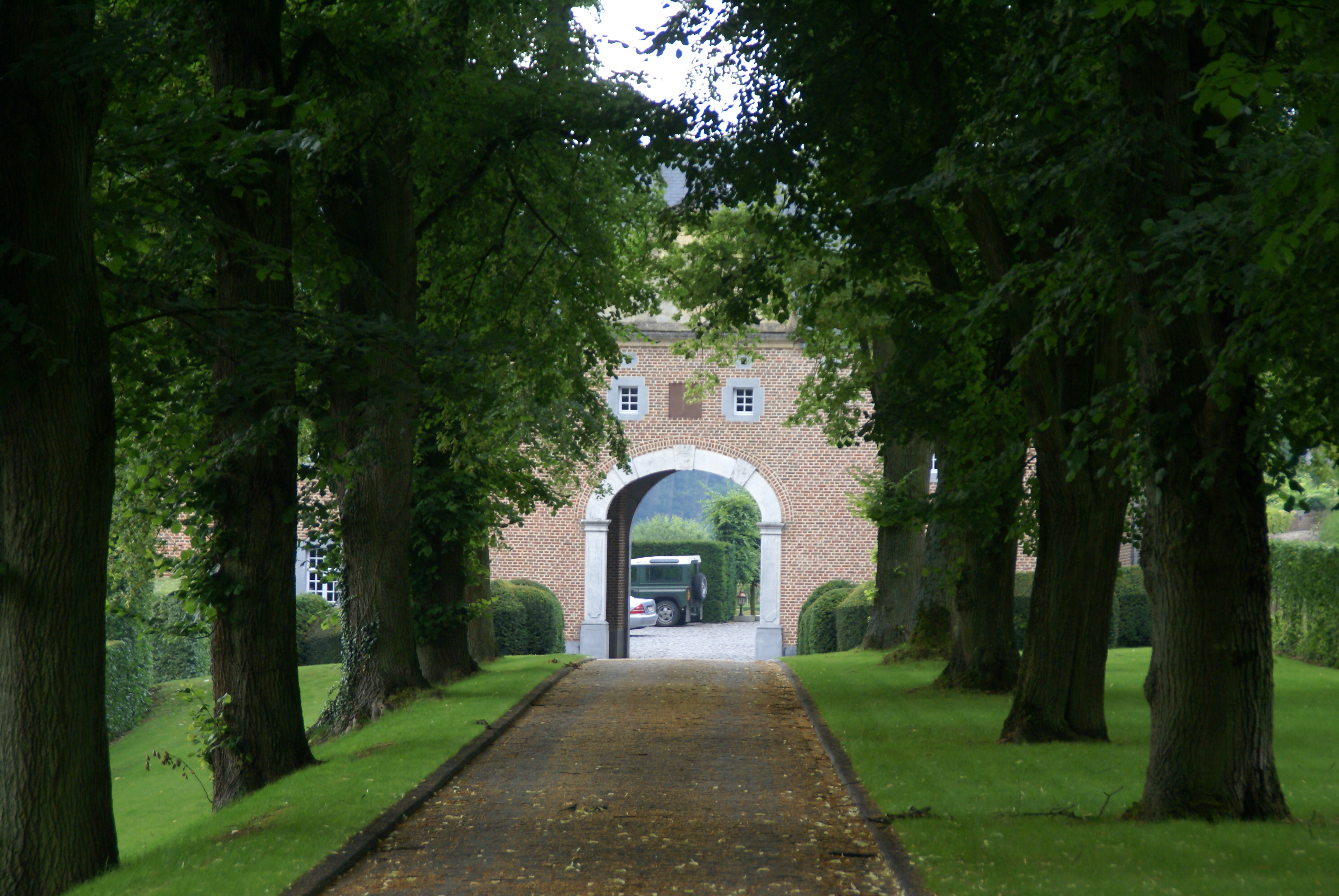
Oprijlaan en toegangspoort

De Abdij van Sinnich, eigenlijk klooster Fons Beate Marie, ook wel kasteel van Sinnich genoemd, is een voormalige priorij of klooster nabij Teuven in de Belgische gemeente Voeren. Het voormalige kloostercomplex ligt aan de voet van de heuvelrug Plateau van Crapoel met daarop het Beusdalbos. Door de westelijk gelegen tuin stroomt de rivier de Gulp. De gebouwen zijn beschermd als onroerend erfgoed (id: 37960).

## Geschiedenis
De priorij is omstreeks 1243 gesticht vanuit de Abdij Rolduc (Kloosterrade) bij Kerkrade. Vanaf 1246 woonden er augustinessen, eigenlijk kanunnikessen van Sint-Augustinus, die deels afkomstig waren van Rolduc, deels van de omstreeks die tijd opgeheven Priorij Scharn (bij Maastricht). Aan die beginjaren herinnert nog de romaanse toren uit de 13e eeuw, in natuursteen. In 1297 werd de kerk ingewijd.
De abt van Rolduc liet zich in Sinnich vertegenwoordigen door een van zijn kanunniken, die de titel van prior droeg. De abdis of overste had de dagelijkse leiding over het klooster. De priorij kende haar grootste bloei onder leiding van overste Odile Ratloe in de 16e eeuw. Van het klooster uit die tijd resteert echter vrijwel niets meer. In de 2e helft van de 17e eeuw vond een nieuwe bouwcampagne plaats onder overste Marie de Golstein, waarvan nog delen van de oostelijke vleugel bewaard zijn gebleven.
Omstreeks 1700 werd er een machtsstrijd uitgevochten tussen overste Isabella Maria von Schwartzenberg en abt Johannes Baptista Bock, die door de eerste gewonnen lijkt. In 1700 blijkt er geen prior meer te zijn in Sinnich. Vanaf 1703 werden tot de kloostergemeenschap van Sinnich enkel dochters van adellijke bloede toegelaten.

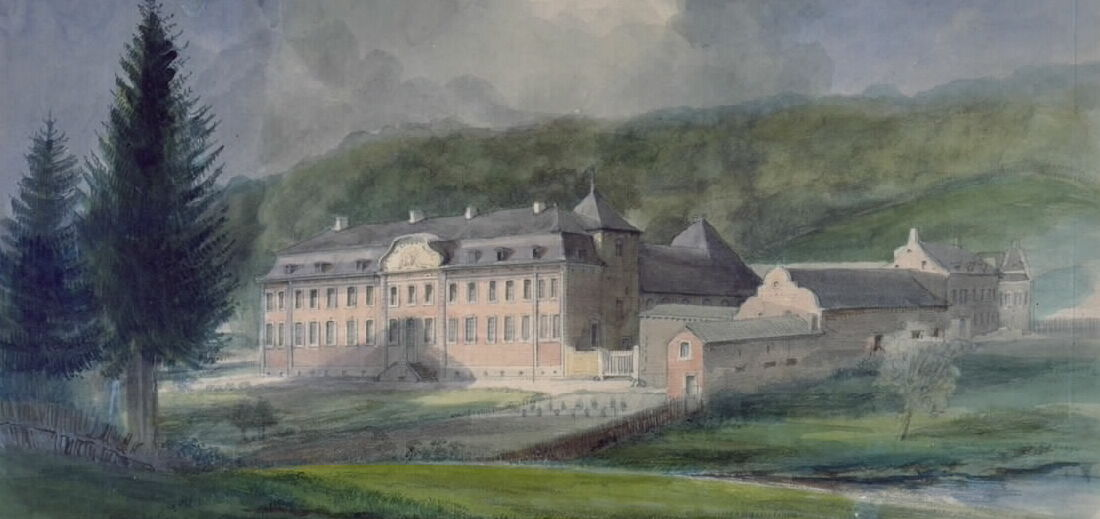
'Abdij' van Sinnich (Alexander Schaepkens, ca. 1850?)

In materieel opzicht had het stift veel te lijden van de Oostenrijkse Successieoorlog (1740-1748). Na de verwoestingen tijdens die oorlog ondernam overste Anne-Caroline van den Bergh, genaamd Trips (1747-1769) de heropbouw van een groot gedeelte van het klooster, in 1754-56 onder leiding van de gerenommeerde Akense architect Johann Joseph Couven ontworpen.
Het klooster werd in 1796 opgeheven als gevolg van de secularisatie na de Franse Revolutie. Op 11 februari 1797 werd het klooster ontruimd. In 1798 werden de goederen verkocht aan de familie Reul uit Teuven; in 1842 aan Soumagne; later aan de familie Coenegracht. In de loop van de 19e eeuw verdween de noordelijke vleugel met de voormalige woning van de prior. Aan het einde van de Tweede Wereldoorlog verwoestte een bom de oostvleugel van het complex; de restanten werden in de loop van de jaren 1950 afgebroken.
Het huidige kasteel bestaat voornamelijk uit het voormalige abdissenverblijf en is nog steeds in particulier bezit. Net als de andere kastelen van Voeren is ook dit niet voor het publiek toegankelijk. De toren en de voorgevel zijn met enige moeite vanaf de weg te zien.

## Beschrijving

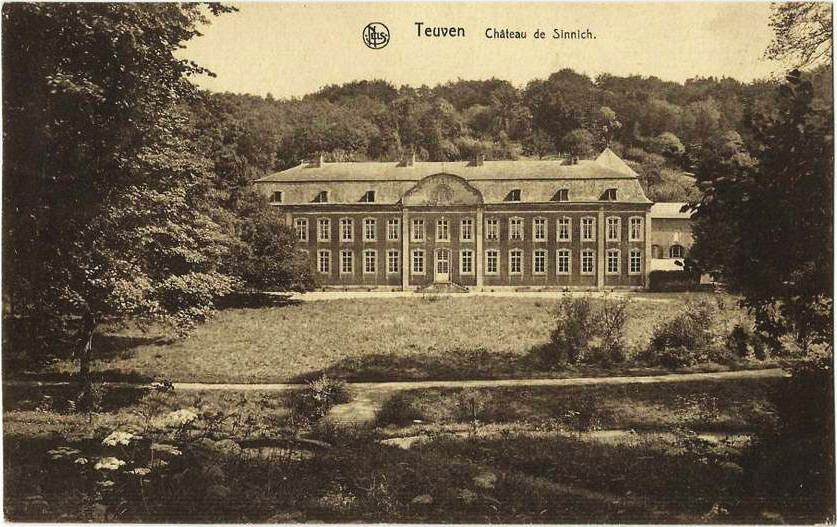
De voorgevel van het voormalige abdissenverblijf rond 1900

De priorijgebouwen vormden tot begin 19e eeuw een gesloten geheel rondom de kloostergang, met de kloosterkerk aan de zuidzijde. Daarvan zijn alleen de zuidelijke vleugel met de kerk en de westelijke vleugel met het abdissenverblijf behouden.
Het abdissenverblijf is een rechthoekig gebouw met een mansardedak in de stijl van de Luiks-Akense barok, de lokale Lodewijk XV-stijl. Het is een sober, bakstenen bouwwerk, voorzien van een kroonlijst, een kalkstenen plint en getoogde vensters met hardstenen raamomlijstingen. De gevel bestaat uit 17 traveeën. In het middenrisaliet bevindt zich de entree met een sluitsteen met rocaillemotief en een bordes waarop het wapenschild van de abdis Anne-Caroline van den Bergh met datering 1756 is aangebracht.
Aan de zuidzijde sluit de voormalige abdijkerk aan op de achtergevel van de abdissenvleugel. Hier bevindt zich de gedrongen, vierkante kerktoren van breuksteen. Het schip bleef slechts fragmentarisch behouden; het volume werd gewijzigd en de muuropeningen aangepast. In de zuidgevel is de plaats van de originele vensters zichtbaar gebleven.
De kloostergang aan de noordzijde van de kerk is wellicht 17e-eeuws of ouder. Op de begane grond bevindt zich een spitsboogarcade.
Ten zuiden van de kloostergebouwen bevinden zich de U-vormige hoevegebouwen. De centrale vleugel daarvan omvat de voormalige brouwerij, in 1764 volledig verbouwd in classicistische stijl. Tegen de voorgevel bevindt zich een fontein in de vorm van een maskerkop met hardstenen waterbak.
Oostelijk hiervan sluit het bakstenen poortgebouw aan. Het gebouw heeft een zadeldak en een rondboogvormige inrijpoort met een fronton en een hardstenen omlijsting met een sluitsteen met daarop het jaartal 1856. De overige dienstgebouwen zijn grotendeels recent.
Zo'n 100 meter ten zuidoosten van het kasteel ligt de watermolen van Sinnich, tot 1792 eigendom van de abdij van Sinnich. Aan de Kloosterhofstraat in Teuven ligt de hoeve Kloosterhof, op de Ferrariskaart vermeld als Cense Cloosterhof, waarmee waarschijnlijk werd aangegeven dat de boerderij een cijnshoeve van de priorij was. De boerderij werd in 1892 vernieuwd na brand.